# Robert Hegnauer
Robert Hegnauer (Aarau, 1 augustus 1919 - Leiden, 14 april 2007) was een Zwitserse botanicus. In 1945 studeerde hij af als apotheker aan de Eidgenössische Technische Hochschule in Zürich. In 1948 promoveerde hij aan dezelfde onderwijsinstelling op het proefschrift Beitrag zur chemischen und morphologischen Kenntnis der schweizerischen Thymusformen dat handelde over de inhoudstoffen en morfologie van de polymorfe soort Thymus serpyllum (kleine tijm) in Zwitserland.
In 1949 werd Hegnauer onderzoeksassistent in de farmacie aan de Rijksuniversiteit Leiden. In 1953 werd hij hier hoogleraar in de farmacognosie. In 1962 werd hij vervolgens hoogleraar in de experimentele plantensystematiek, waarbij hij tevens de leiding had over het Laboratorium voor Experimentele Plantensystematiek (LEP). Onder zijn leiding werd een breed onderzoeksprogramma naar de chemotaxonomische betekenis en biologische rol van cyanogene verbindingen, alkaloïden, iridoïden en etherische oliën bij een aantal bedektzadige plantenfamilies opgezet. In 1979 ging hij met emeritaat.
Hegnauer werd wereldwijd bekend door zijn onderzoekswerk in de fytochemie en de chemotaxonomie. Hij hield zich onder meer bezig met onderzoek naar alkaloïden, glucosinolaten en plantenfenolen. Tussen 1962 en 2001 verschenen dertien delen van het standaardwerk Chemotaxonomie der Pflanzen, die gezamenlijk meer dan negenduizend bladzijden tellen. In de dertien delen beschreef hij per plantenfamilie het voorkomen, de werking en de biosynthese van secundaire plantenstoffen en de taxonomische implicaties daarvan.
Hegnauer kreeg gedurende zijn leven meerdere onderscheidingen, waaronder eredoctoraten van de Eidgenössische Technische Hochschule (1972) en de Rijksuniversiteit Utrecht (1987), de Flückiger Medaille (1967), de Medaille van de Phytochemical Society of Europe (1987), de Egon Stahl medaille (1999) en de legpenning van verdienste van de Universiteit Leiden (2001). In 1997 werd in Utrecht ter ere van hem het symposium 'Robert Hegnauer and the secondary metabolites' georganiseerd. In 1972 werd hij lid van de Deutsche Akademie der Naturforscher Leopoldina en in 1973 werd hij lid van de Koninklijke Nederlandse Akademie van Wetenschappen. Hij was erelid van onder meer de American Society of Pharmacognosy (1970), de Gesellschaft für Arzneipflanzenforschung (1978), de Deutsche Botanische Gesellschaft (1982), de Phytochemical Society of Europe (1982). Tevens was hij corresponderend lid van de Botanical Society of America.